# 呼罗珊库尔德人
呼罗珊库尔德人（：‎，波斯語：‎）是生活在伊朗东北部北伊朗-土库曼斯坦边界线附近的本地库尔德人。主要居住在北呼罗珊省、礼萨呼罗珊省和戈勒斯坦省。他们的母语是库尔曼吉语，大多数人信奉伊斯兰教什叶派。

## 历史

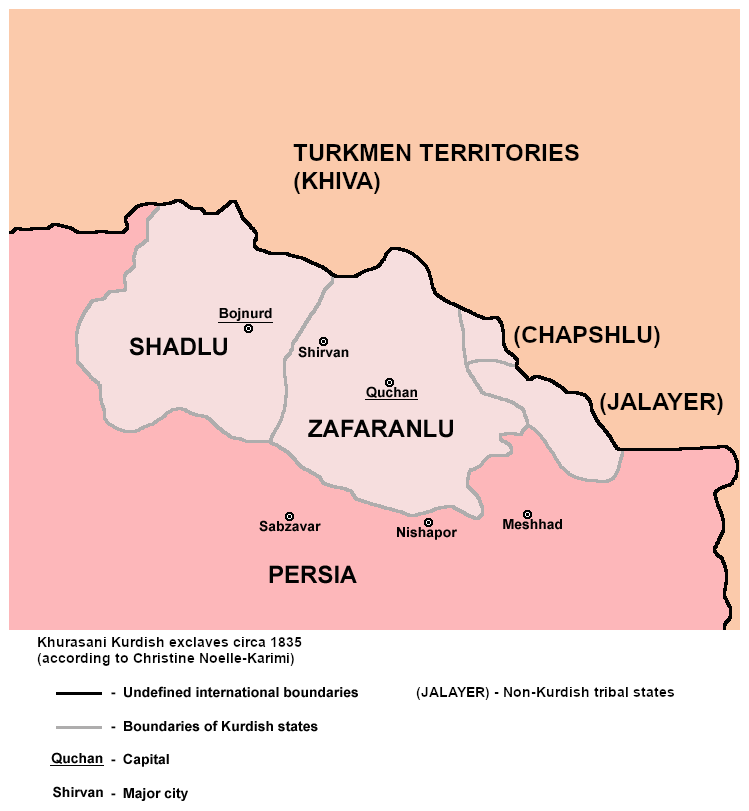
1835年，呼罗珊库尔德人的Zafaranlu和Shadlu自治地区

萨法维王朝的阿拔斯一世（1588 – 1629）为了保卫伊朗的东部边境以防乌兹别克人的袭击，把原先居住在伊朗西部的库尔德人迁移到这里，这些人的后代就是现在的呼罗珊库尔德人。

## 著名人物
- Jeferqoli Zingili，库尔德诗人
- Aliriza Spahî Layin，库尔德诗人
- Kelimulla Tevehudi，库尔德历史学家